# 馬莫特島
馬莫特島是美國阿拉斯加州的島嶼，位於阿拉斯加灣，屬於科迪亞克群島的一部分，長11.5公里、寬5.5公里，面積45.20平方公里，最高點海拔高度216米，島上無人居住。
58°12′56″N 151°50′23″W / 58.21556°N 151.83972°W